# Hamd (nom)
Hamd és un nom masculí àrab (àrab: حمد, Ḥamd) que literalment significa ‘lloança’, ‘elogi’, ‘aprovació’, ‘agraïment’. Si bé Hamd és la transcripció normativa en català del nom en àrab clàssic, també se'l pot trobar transcrit d'altres maneres. Aquest nom també el duen molts musulmans no arabòfons que l'han adaptat a les característiques fòniques i gràfiques de la seva llengua.
Combinat amb la paraula «Déu», Hamd-Al·lah (àrab: حمد الله, Ḥamd Allāh, ‘Lloança de Déu’) forma un nom compost relativament comú.
Vegeu aquí personatges i llocs que el nom Hamd.
Vegeu aquí personatges i llocs que duen el nom Hamd-Al·lah.